# 第36回グラミー賞
第36回グラミー賞（36th Grammy Awards）は1994年3月1日にニューヨークのラジオシティ・ミュージックホールで開催された。

## 概要
『ボディガード』と『アラジン』の映画主題歌が主要部門を独占した。

## 主要部門受賞者
当節の記述のうち、特記していない項目の出典はである。

### 主要4部門
年間最優秀レコード賞
- "オールウェイズ・ラヴ・ユー（I Will Always Love You）"  - ホイットニー・ヒューストン（『ボディガード：オリジナル・サウンドトラック（The Bodyguard (soundtrack)）』所収）

年間最優秀アルバム賞
- 『ボディガード：オリジナル・サウンドトラック（The Bodyguard (soundtrack)）』- ホイットニー・ヒューストン、ベイビーフェイス、ベベ・ウィナンス（英語版）、David Cole、David Foster、L.A. Reid、Narada Michael Walden、Robert Clivilles、Clive Davis（プロデューサー）

年間最優秀楽曲賞
- "ホール・ニュー・ワールド（A Whole New World (Aladdin's Theme)）" - アラン・メンケン、ティム・ライス（『アラジン：オリジナル・サウンドトラック（Aladdin (soundtrack)）』所収）

最優秀新人賞
- トニー・ブラクストン
- ベリー
- ブラインド・メロン
- ディゲブル・プラネッツ（英語版）
- SWV

### ポップ
最優秀ポップ・ボーカル・パフォーマンス（女性）
- "オールウェイズ・ラヴ・ユー（I Will Always Love You）"  - ホイットニー・ヒューストン（『ボディガード：オリジナル・サウンドトラック（The Bodyguard (soundtrack)）』所収）

最優秀ポップ・ボーカル・パフォーマンス（男性）
- "If I Ever Lose My Faith in You" - スティング（『テン・サマナーズ・テイルズ（Ten Summoner's Tales）』所収）

最優秀ポップ・パフォーマンス（デュオもしくはグループ ）
- "ホール・ニュー・ワールド（A Whole New World (Aladdin's Theme)）" - ピーボ・ブライソン＆レジーナ・ベル（『アラジン：オリジナル・サウンドトラック（Aladdin (soundtrack)）』所収）

最優秀ポップ・インストゥルメンタル・パフォーマンス
- "Barcelona Mona" - ブランフォード・マルサリス＆ブルース・ホーンズビー（ブルース・ホーンズビーのシングル "Talk Of The Town" 所収）

### トラディッショナル・ポップ
最優秀トラディッショナル・ポップ・ボーカル・パフォーマンス
- 『Steppin' Out』 - トニー・ベネット

### ロック
最優秀ロック・ボーカル・ソロ・パフォーマンス
- "I'd Do Anything For Love (But I Won't Do That)" - ミートローフ（『地獄のロック・ライダーII〜地獄への帰還（Bat Out of Hell II: Back into Hell）』所収）

最優秀ロック・パフォーマンス（デュオもしくはグループ）
- "Livin' On The Edge" - エアロスミス（『ゲット・ア・グリップ（Get a Grip）』所収）

最優秀ロック・インストゥルメンタル・パフォーマンス
- "Sofa" - スティーヴ・ヴァイ（『ザッパズ・ユニヴァース（Zappa's Universe）』所収）

最優秀ハードロック・パフォーマンス
- "Plush" - ストーン・テンプル・パイロッツ（『コア（Core）』所収）

最優秀メタル・パフォーマンス（ボーカルあり）
- "I Don't Want To Change The World" - オジー・オズボーン（『ノー・モア・ティアーズ（No More Tears）』所収）

最優秀ロック・ソング
- "Runaway Train" - デイヴ・パーナー（ソウル・アサイラム『Grave Dancers Union』所収）

### オルタナティヴ
最優秀オルタナティヴ・ミュージック・パフォーマンス（再改名）
- 『ズーロッパ（ZOOROPA）』 - U2
- 『Star』 - ベリー
- 『イン・ユーテロ（In Utero）』 - ニルヴァーナ
- 『オートマチック・フォー・ザ・ピープル（Automatic for the People）』 - R.E.M.
- 『サイアミーズ・ドリーム（Siamese Dream）』 - スマッシング・パンプキンズ

### R&B
最優秀R&Bボーカル・パフォーマンス（女性）
- "Another Sad Love Song" - トニー・ブラクストン（『トニー・ブラクストン（Toni Braxton）』所収）

最優秀R&Bボーカル・パフォーマンス（男性）
- "A Song for You" - レイ・チャールズ（『My World』所収）

最優秀R&Bパフォーマンス（デュオもしくはグループ）
- "No Ordinary Love" - シャーデー（『Love Deluxe』所収）

最優秀R&Bソング
- "それが愛というものだから（That's the Way Love Goes）" - ジャネット・ジャクソン、ジミー・ジャム＆テリー・ルイス（ソングライター）（『Janet』所収）

### ラップ
最優秀ラップ・ソロ・パフォーマンス
- "Let Me Ride" - ドクター・ドレー（『クロニック（The Chronic）』所収）

最優秀ラップ・パフォーマンス（デュオもしくはグループ）
- "Rebirth Of Slick (Cool Like Dat)" - ディガブル・プラネッツ（英語版）（『Reachin' (A New Refutation of Time and Space)』所収）

### カントリー
最優秀カントリー・ボーカル・パフォーマンス（女性）
- "Passionate Kisses" - メアリー・チェーピン・カーペンター（英語版）（『Come On Come On』所収）

最優秀カントリー・ボーカル・パフォーマンス（男性）
- "Ain't That Lonely Yet" - ドワイト・ヨアカム（『This Time』所収）

最優秀カントリー・パフォーマンス（デュオもしくはグループ）
- "Hard Workin' Man" - ブルックス・アンド・ダン（『Hard Workin' Man』所収）

最優秀カントリー・コラボレーション
- "Does He Love You" - リンダ・デイヴィス（英語版）＆ リーバ・マッキンタイア

最優秀カントリー・インストゥルメンタル・パフォーマンス
- "Red Wing" - アスリープ・アット・ザ・ホイール

最優秀カントリー・ソング
- "Passionate Kisses" - ルシンダ・ウィリアムス

最優秀ブルーグラス・アルバム
- 『Waitin' for the Hard Times to Go』 - ナッシュビル・ブルーグラス・バンド（英語版）

### ニューエイジ
最優秀ニューエイジ・アルバム
- 『スパニッシュ・エンジェル（Spanish Angel）』 - ポール・ウインター・コンソート

### ジャズ
最優秀ジャズ・インストゥメンタル・ソロ
- "Miles Ahead" - ジョー・ヘンダーソン（『ミュージング・フォー・マイルス（So Near, So Far (Musings for Miles)）』所収）

最優秀ジャズ・インストゥメンタル・パフォーマンス（個人もしくはグループ）
- 『ミュージング・フォー・マイルス（So Near, So Far (Musings for Miles)）』 - ジョー・ヘンダーソン

最優秀ラージ・ジャズ・アンサンブル・パフォーマンス
- 『ライヴ・アット・モントルー（Miles & Quincy Live at Montreux）』 - マイルス・デイヴィス＆クインシー・ジョーンズ

最優秀ジャズ・ボーカル・パフォーマンス
- 『テイク・ア・ルック（Take a Look）』 - ナタリー・コール

最優秀コンテンポラリー・ジャズ・パフォーマンス
- 『ザ・ロード・トゥ・ユー（The Road To You）』 - パット・メセニー・グループ

### ゴスペル
最優秀ポップ／コンテンポラリー・ゴスペル・アルバム
- 『The Live Adventure』 - Steven Curtis Chapman

最優秀ロック・ゴスペル・アルバム
- 『フリー・アット・ラスト (Free at Last)』 - DCトーク

最優秀トラディショナル・ソウル・ゴスペル・アルバム
- 『Stand Still』 - Shirley Caesar

最優秀コンテンポラリー・ソウル・ゴスペル・アルバム
- 『All Out』 - The Winans

最優秀サザン、カントリーもしくはブルーグラス・ゴスペル・アルバム
- 『Good News』 - Kathy Mattea

最優秀ゴスペル・アルバム（クワイアもしくはコーラス）
- Brooklyn Tabernacle Choir『Live...We Come Rejoicing』 - Carol Cymbala（クワイア・ディレクター）

### ラテン
最優秀ラテン・ポップ・アルバム
- 『アリエス（牡羊座）（Aries）』 - ルイス・ミゲル

最優秀トロピカル・ラテン・ポップ・アルバム
- 『ミ・ティエラ〜遙かなる情熱（Mi Tierra）』 - グロリア・エステファン

最優秀メキシカン－アメリカン・アルバム
- 『Live』 - セレーナ

### ブルース
最優秀トラディショナル・ブルース・アルバム
- 『ブルース・サミット（Blues Summit）』 - B.B.キング

最優秀コンテンポラリー・ブルース・アルバム
- 『フィールズ・ライク・レイン（Feels Like Rain）』 - バディ・ガイ

### フォーク
最優秀トラディショナル・フォーク・アルバム
- 『The Celtic Harp: A Tribute To Edward Bunting』 - チーフタンズ

最優秀コンテンポラリー・フォーク・アルバム
- 『Other Voices/Other Rooms』 - Nanci Griffith

### レゲエ
最優秀レゲエ・アルバム
- 『バッド・ボーイズ（Bad Boys）』 - インナー・サークル

### ポルカ
最優秀ポルカ・アルバム
- 『Accordionally Yours』 - ウォルター・オスタネク（英語版）

### ワールドミュージック
最優秀ワールドミュージック・アルバム
- 『ア・ミーティング・バイ・ザ・リヴァー（A Meeting by the River）』 - ライ・クーダー＆V・M・バット

### チルドレンズ
最優秀ミュージカル・アルバム（子供向け）
- Various Artists『アラジン：オリジナル・サウンドトラック（Aladdin - Original Motion Picture Soundtrack）』 - アラン・メンケン、ティム・ライス（プロデューサー）

最優秀スポークン・ワード・アルバム（子供向け）
- オードリー・ヘプバーン『Audrey Hepburn's Enchanted Tales』 - デボラ・ラフィン、Michael Viner（プロデューサー）

### スポークン
最優秀スポークン・ワードもしくは非ミュージカル・アルバム
- 『On the Pulse of Morning』 - マヤ・アンジェロウ

最優秀スポークン・コメディ・アルバム
- 『Jammin' in New York』 - ジョージ・カーリン

### 作曲・編曲
最優秀インストゥルメンタル作曲
- ケニー・G "フォーエヴァー・イン・ラヴ（Forever in Love）" - ケニー・G（作曲者）（『ブレスレス（Breathless）』所収）

最優秀楽曲（映画もしくはテレビ向け）
- レジーナ・ベル、ピーボ・ブライソン "ホール・ニュー・ワールド（A Whole New World）" - アラン・メンケン、ティム・ライス（ソングライター）

最優秀インストゥルメンタル作曲（映画もしくはテレビ向け）
- 『アラジン：オリジナル・サウンドトラック』 - アラン・メンケン（作曲者）

最優秀インストゥルメンタル編曲
- "Mood Indigo" - デイヴ・グルーシン（編曲者）（『デュークへの想い（Homage to Duke）』所収）

最優秀インストゥルメンタル編曲（ボーカルあり）
- セリーヌ・ディオン、クライブ・グリフィン（英語版） "めぐり逢えたら・愛のテーマ（When I Fall in Love）" - デイヴィッド・フォスター＆ジェレミー・ルボック（編曲者）（『ラヴ・ストーリーズ（The Colour of My Love）』所収）

### パッケージングおよびノーツ
最優秀録音パッケージ（改名）
- ビリー・ホリディ『The Complete Billie Holiday on Verve 1945-1959』 - David Lau（アート・ディレクター）

最優秀アルバム・ノーツ
- ビリー・ホリディ『The Complete Billie Holiday on Verve 1945-1959』 - バック・クレイトン、Joel E. Siegel、Phil Schaap（アルバム・ノーツ・ライター）

### ヒストリカル
最優秀ヒストリカル・アルバム
- ビリー・ホリディ『The Complete Billie Holiday on Verve 1945-1959』 - Michael Lang、Phil Schaap（プロデューサー）

### 制作・エンジニアリング
最優秀エンジニアド・アルバム（非クラシカル）
- スティング『テン・サマナーズ・テイルズ（Ten Summoner's Tales）』 - ヒュー・パジャム（エンジニア）

最優秀エンジニアド・アルバム（クラシカル）
- ピエール・ブーレーズ（指揮者）、シカゴ交響楽団 『バルトーク：バレエ音楽「木製の王子」／カンタータ・プロファーナ（The Wooden Prince & Cantata Profana）』 - Rainer Maillard（エンジニア）

プロデューサー・オブ・ザ・イヤー
- デイヴィッド・フォスター

クラシカル・プロデューサー・オブ・ザ・イヤー
- ジュディス・シャーマン

### ミュージック・ビデオ
最優秀ミュージック・ビデオ（短編）
- ピーター・ガブリエル "Steam" - Stephen Johnson（ビデオ・ディレクター）。Prudence Fenton（ビデオ・プロデューサー）。

最優秀ミュージック・ビデオ（長編）
- スティング『テン・サマナーズ・テイルズ（Ten Summoner's Tales）』 - Doug Nichol（ビデオ・ディレクター）。Julie Fong（ビデオ・プロデューサー）。

### 特別賞
グラミー・レジェンド賞
- カーティス・メイフィールド
- フランク・シナトラ

ミュージケアーズ・パーソン・オブ・ザ・イヤー
- グロリア・エステファン